# Council of Women World Leaders
Il Council of Women World Leaders (CWWL) (in italiano Consiglio delle donne leader mondiali) è una rete autonoma e indipendente formata da donne che sono o sono state presidenti e prime ministre. È l'unica organizzazione al mondo dedicata alle donne capi di Stato e di governo.
Il Consiglio, che è ospitato presso la Fondazione delle Nazioni Unite a Washington, è stato istituito nel 1996 da Mary Robinson, presidente dell'Irlanda, da Laura Liswood e da Vigdís Finnbogadóttir, presidente dell'Islanda, che nel 1980 è stata la prima donna al mondo a essere eletta democraticamente come presidente.
Grazie all'esperienza dei suoi membri, l'azione del Consiglio è mirata a sostenere la partecipazione attiva delle donne nella politica e la rappresentanza femminile alle massime cariche istituzionali, migliorando la visibilità delle donne stesse, al fine di promuovere il buon governo e l'uguaglianza di genere.
Dal 19 febbraio 2020 la presidente del Council of Women World Leaders è Katrín Jakobsdóttir, che succede a Kolinda Grabar-Kitarović.

## Membri

### Attuali membri
- Mercedes Aráoz, Prima Ministra del Perù (2017-2018)
- Jacinda Ardern, Prima Ministra della Nuova Zelanda (2017–2023)
- Michelle Bachelet, Presidente del Cile (2006–2010, 2014–2018)
- Joyce Banda, Presidente del Malawi (2012–2014)
- Violeta Barrios de Chamorro, Presidente del Nicaragua (1990–1996)
- Élisabeth Borne, Primo Ministro della Francia (2022-2024)
- Najla Bouden Ramadan, Prima Ministra della Tunisia (2021-2023)
- Ana Brnabić, Prima Ministra della Serbia (2017–2024)
- Micheline Calmy-Rey, Presidente della Svizzera (2007, 2011)
- Susanne Camelia-Römer, Prima Ministra delle Antille Olandesi (1993, 1998–1999)
- Kim Campbell, Prima Ministra del Canada (1993); presidente emerita del CWWL (1999–2003)
- Zuzana Čaputová, Presidente della Repubblica Slovacca (2019-in carica)
- Maria do Carmo Silveira, Prima Ministra di São Tomé e Príncipe (2005–2006)
- Laura Chinchilla Miranda, Presidente della Costa Rica (2010–2014)
- Tansu Çiller, Prima Ministra della Turchia (1993–1996)
- Helen Clark, Prima Ministra della Nuova Zelanda (1999–2008)
- Marie Louise Coleiro Preca, Presidente di Malta (2014–2019)
- Paula Cox, Premier di Bermuda (2010–2012)
- Édith Cresson, Prima Ministra della Francia (1991–1992)
- Viorica Dăncilă, Prima Ministra della Romania (2018-2019)
- Luisa Diogo, Prima Ministra del Mozambico (2004–2010)
- Ruth Dreifuss, Presidente della Svizzera (1999)
- Vigdís Finnbogadóttir, Presidente dell'Islanda (1980–1996); fondatrice del CWWL e presidente emerita (1996–1999)
- Mette Frederiksen, Prima Ministra della Danimarca (2019-in carica)
- Natalia Gavrilița, Prima Ministra della Moldavia (2021-2023)
- Julia Gillard, Prima Ministra dell'Australia (2010–2013)
- Pamela Gordon-Banks, Premier di Bermuda (1997–1998)
- Kolinda Grabar-Kitarović, Presidente della Croazia (2015–2020), presidente emerita del CWWL (2019-2020)
- Dalia Grybauskaitė, Presidente della Lituania (2009–2019), presidente emerita del CWWL (2014-2019)
- Ameenah Gurib-Fakim, Presidente di Mauritius (2015–2018)
- Tarja Halonen, Presidente della Finlandia (2000–2012); presidente emerita del CWWL (2009–2014)
- Gro Harlem Brundtland, Prima Ministra della Norvegia (1981, 1986–1989, 1990–1996)
- Sheikh Hasina, Prima Ministra del Bangladesh (1996–2001, 2009–in carica)
- Hilda Heine, Presidente delle Isole Marshall (2016–2020)
- Atifete Jahjaga, Presidente del Kosovo (2011–2016)
- Katrín Jakobsdóttir, Prima Ministra dell'Islanda (2018–in carica); presidente del CWWL (2020–in carica)
- Ellen Johnson Sirleaf, Presidente della Liberia (2006–2018)
- Emily de Jongh-Elhage, Prima Ministra delle Antille Olandesi (2006–2010)
- Kersti Kaljulaid, Presidente dell'Estonia (2016-2021)
- Kaja Kallas, Prima Ministra dell'Estonia (2021-in carica)
- Cristina Fernández de Kirchner, Presidente dell'Argentina (2007–2015)
- Mari Kiviniemi, Prima Ministra della Finlandia (2010–2011)
- Jadranka Kosor, Prima Ministra della Croazia (2009–2011)
- Chandrika Kumaratunga, Presidente dello Sri Lanka (1994–2005)
- Saara Kuugongelwa-Amadhila, Prima Ministra della Namibia (2015–in carica)
- Doris Leuthard, Presidente della Svizzera (2010)
- Maria Liberia Peters, Prima Ministra delle Antille Olandesi (1984–1986, 1988–1994)
- Gloria Macapagal-Arroyo, Presidente delle Filippine (2001–2010)
- Sanna Marin, Prima Ministra della Finlandia (2019-2023)
- Theresa May, Prima Ministra della Gran Bretagna (2016–2019)
- Mary McAleese, Presidente dell'Irlanda (1997–2011)
- Beatriz Merino, Prima Ministra del Perù (2003)
- Angela Merkel, Cancelliera federale della Germania (2005–2021)
- Mireya Moscoso, Presidente di Panama (1999–2004)
- Maria das Neves, Prima Ministra di São Tomé e Príncipe (2002–2004)
- Katalin Novák, Presidente dell'Ungheria (2022-2024)
- Roza Otunbaeva, Presidente del Kyrgyzstan (2010–2011)
- Park Geun-hye, Presidente della Corea del Sud (2013–2017)
- Pratibha Patil, Presidente dell'India (2007–2012)
- Kamla Persad-Bissessar, Prima Ministra di Trinidad e Tobago (2010–2015)
- Michèle Pierre-Louis, Prima Ministra di Haiti (2008–2009)
- Kazimira Prunskienė, Prima Ministra della Lituania (1990–1991)
- Iveta Radičová, Prima Ministra della Repubblica Slovacca (2010–2012)
- Mary Robinson, Presidente dell'Irlanda (1990–1997); presidente emerita del CWWL (2003–2009)
- Dilma Rousseff, Presidente del Brasile (2011–2016)
- Aikaterinī Sakellaropoulou, Presidente della Grecia (2020-in carica)
- Maia Sandu, Presidente della Moldavia (2020-in carica)
- Jenny Shipley, Prima Ministra della Nuova Zelanda (1997–1999)
- Jóhanna Sigurðardóttir, Prima Ministra dell'Islanda (2009–2013)
- Ingrida Šimonytė, Prima Ministra della Lituania (2020-in carica)
- Portia Simpson-Miller, Prima Ministra della Giamaica (2006–2007, 2012–2016)
- Jennifer M. Smith, Premier di Bermuda (1998–2003)
- Erna Solberg, Prima Ministra della Norvegia (2013–2021)
- Simonetta Sommaruga, Presidente della Svizzera (2015)
- Laimdota Straujuma, Prima Ministra della Lettonia (2014–2016)
- Hanna Suchocka, Prima Ministra di Polonia (1992–1993)
- Megawati Sukarnoputri, Presidente dell'Indonesia (2001–2004)
- Helle Thorning-Schmidt, Prima Ministra della Danimarca (2011–2015)
- Victoire Tomegah-Dogbé, Prima Ministra di Togo (2020-in carica)
- Aminata Touré, Prima Ministra del Senegal (2013-2014)
- Yulia Tymoshenko, Prima Ministra dell'Ucraina (2005, 2007–2010)
- Mirtha Vásquez, Prima Ministra del Perù (2021-2022)
- Vaira Vīķe-Freiberga, Presidente della Lettonia (1999–2007)
- Paula-Mae Weekes, Presidente di Trinidad e Tobago (2018–2023)
- Eveline Widmer-Schlumpf, Presidente della Svizzera (2012)
- Sophie Wilmès, Prima Ministra del Belgio (2019-2020)
- Sahle-Uork Zeudé, Presidente dell'Etiopia (2018–in carica)
- Khaleda Zia, Prima Ministra del Bangladesh (1991–1996, 2001–2006)
- Salomé Zourabichvili, Presidente della Georgia (2018–in carica)

### Membri deceduti
- Corazon Aquino, Presidente delle Filippine (1986–1992)
- Sirimavo Bandaranaike, Prima Ministra dello Sri Lanka (1960–1965, 1970–1977, 1994–2000)
- Benazir Bhutto, Prima Ministra del Pakistan (1988-1990,1993-1996)
- Eugenia Charles, Prima Ministra di Dominica (1980–1995)
- Janet Jagan, Presidente della Guyana (1997–1999)
- Maria de Lourdes Pintasilgo, Prima Ministra del Portogallo (1979–1980)